# パラドックス

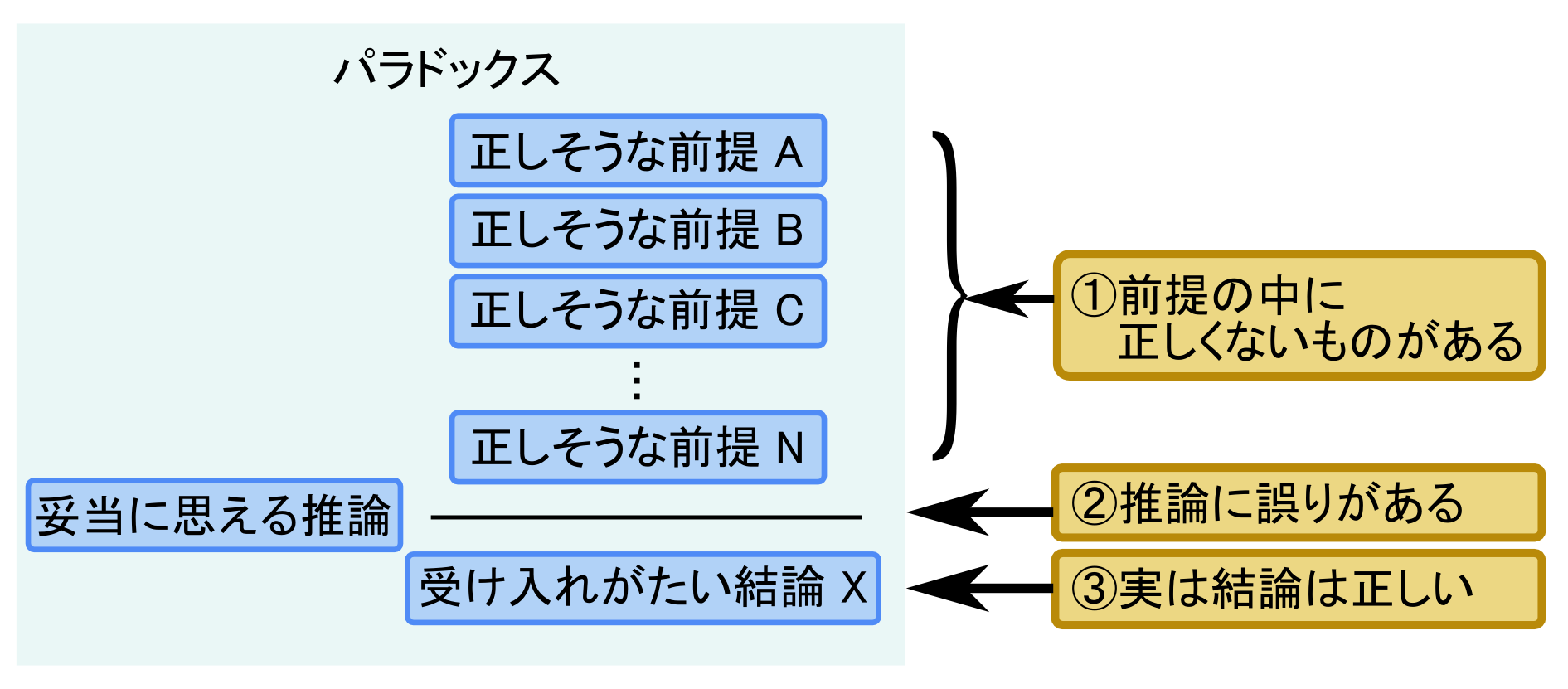
パラドックスと呼ばれるものの一般的な構造(左側)、そして解決の基本的な三つのパターン（右側）。図では示されていないが、前提には明示されるものと、そうでないものがある。パラドックスを取り扱う際は、明示されていない前提にも注意を払っていく必要がある。

パラドックス（paradox）とは、正しそうな前提と、妥当に思える推論から、受け入れがたい結論が得られる事を指す言葉である。逆説、背理、逆理とも言われる。

## パラドックスとは
「妥当に思える推論」は狭義には（とりわけ数学分野においては）形式的妥当性をもった推論、つまり演繹のみに限られる。しかし一般的にはより広く帰納などを含んだ様々な推論が利用される。また「受け入れがたい結論」は、「論理的な矛盾」と「直感的には受け入れがたいが、別に矛盾はしていないもの」に分けることができる。狭義には前者の場合のみをパラドックスと言い、広義には後者もパラドックスという。こうした区分は主に数学分野を中心に行われるもので、結論が直感的に受け入れやすいかどうかではなく、公理系の無矛盾性をより重視する所から来る区分である。論理学者のハスケル・カリーは、単に直感に反しているだけで矛盾は含んでいないパラドックスのことを、擬似パラドックス（pseudoparadox）、と呼び、矛盾を含むパラドックスと区別した。
数学以外の分野では「パラドックス」という言葉はよりラフに用いられ、「ジレンマ」、「矛盾」、「意図に反した結果」、「理論と現実のギャップ」等、文脈により様々な意味に用いられる。
日本語では逆説、逆理、背理と訳される。語源はギリシャ語（παράδοξον < παρα-, para-:反対の + δόξα, dóxa:  意見）。有名なものに、自己言及のパラドックス、リシャールのパラドックス、ベリーのパラドックスがある。
以下、辞書における定義を引用する：

## 数学における概要
数学はその発展の中で、「正しそうに見える推論」の中から「本当に正しい推論」を選り分けてきた。こうしてまず最初に整数や幾何図形のような対象が数学で扱えるようになったが、その後集合や無限のような深遠な対象を取り扱ったり、自己言及のような複雑な推論を扱ったりするようになると、どれが「本当に正しい推論」でどれが「正しそうに見えるが実は間違っている推論」なのかが分からなくなってしまった。パラドックスはこのように、仮定、推論、定義等がよく理解されていない状況で発生してしまうものである。
したがって、パラドックスは単なる矛盾とは区別される。例えば有名な「嘘つきパラドックス」は、「嘘つき」とは何かがはっきりしないからこそ「パラドックス」なのである。これらがはっきり定義された暁には、「嘘つきパラドックス」は単なる「背理法」や「間違った推論」に化ける。このようにパラドックスに適切な解釈を与えて「背理法」や「間違った推論」に変える事を、パラドックスを解消するという。
数学は矛盾を含まないよう注意深く設計されており、パラドックスの起こる命題はうまく避けたり、あるいはパラドックスを解消した上で取り込んでしまったりしている。従って昔はパラドックスを内包してしまっていた集合や無限のような対象も現在では取り扱う事ができる。
なお、上で説明したようなパラドックスと違い、
- 正しい仮定と正しい推論から正しい結論を導いたにも拘らず、結論が直観に反する

ものも「パラドックス」と呼ばれる。
これは擬似パラドックスと呼ばれ、前述した「真の」パラドックスとは別物である。
例えば誕生日のパラドックスは擬似パラドックスとして知られる。これは「23人のクラスの中に誕生日が同じである2人がいる確率は50％以上」というもので、数学的には正しい事実だが、多くの人は50％よりもずっと低い確率を想像する。他にもヘンペルのカラス、バナッハ・タルスキの逆理などが擬似パラドックスとして知られる。
一方、
- 正しそうに見えた仮定や推論が実は間違っていた

場合は単なる「勘違い」である。なお、（実は間違っている）仮定「Aではない」と正しい推論から矛盾した結論を得るのは背理法と呼ばれ、Aという結論を得る為に数学でよく使われる論法である。特殊な場合として、（公理以外に）何も仮定を置いていないにもかかわらず、正しい推論から矛盾した結論を得たとすると、これは「数学自身が矛盾を含んでいた」事になってしまうが、そのような事はないと予想されている。

## パラドックスの一覧

### 哲学
ゼノンのパラドックス
無限とその分割に関するパラドックス。最も有名なものは下記の「アキレスとカメのパラドックス」。他のものについてはリンク先記事を参照。
カメを追いかけてカメのいた地点にたどり着いても、その時点でカメはさらに先に進んでいるため永久にカメに追いつくことはできない。
探求のパラドックス
探求の対象が何であるかを知っていなければ探求はできない（さもなくばそれは顔も名前も知らない人を探すようなものである）。しかし、それを知っているならば既に答えは出ているので探求の必要はない。プラトンがメノンにて指摘した。
グルーのパラドックス
アメリカの哲学者ネルソン・グッドマンの考えた帰納にまつわるパラドックス。同じデータからは複数の帰納が可能である。
全能の逆説
全能者は自分が持ち上げることができないほど重い石を作る事ができるか？
砂山のパラドックス（ソリテス・パラドックス）
砂山から数粒の砂を取り除いても砂山だが、数粒取り除く操作を何度もくり返し、最終的に一粒だけ残ったものも「砂山」と呼べるか。
ハゲ頭のパラドックス
ハゲ（ここでは「髪の薄い人」の意）に数本の毛を追加してもハゲである。毛を追加する操作を何度も繰り返す事で、全ての人がハゲだと分かる。砂山のパラドックスの起源とされる。
テセウスの船
度重なる船の修理で部品交換を繰り返しているうちに、船ができた当初あった部品は全て無くなった。現在の船は最初の船と同一のものか。
現象判断のパラドックス
心身問題に関わるパラドックス。ルネ・デカルトの時代以来続く、心的なものと物理的なものとの間の相互作用に関わる困難についてのパラドックスの現代版。

### 数学・記号論理学
ルイス・キャロルのパラドックス
推論の正当化に関する無限後退を扱ったパラドックス。推論規則や公理の位置付けを考えるのに使われる。
バナッハ＝タルスキーのパラドックス
選択公理を使用すると球をある方法で有限個（5個以上）に分割して組み立てなおすと、もとの球と同じ大きさの球が2個できる、というもの。
ヘンペルのカラス
カラスを1羽も見る事無く「カラスは黒い」を証明できる、というもの。
抜き打ちテストのパラドックス
「期間内に抜き打ちテストを行う」という特に間違ってはいなさそうな言説から、論理的には矛盾が導かれる、というもの。これの考察の手法として、様相論理を用いることもある。
トムソンのランプ
今から1秒後にランプをつけ、その 1⁄2 秒後にランプを消し、さらにその 1⁄22 秒後にランプをつけ……というように 1⁄2n 秒毎にランプのオンとオフを切替えると、全部で2秒経過したときランプはついているか。
すべての馬は同じ色
数学的帰納法にかかわるパラドックス。
ベルトランのパラドックス
円に対して1本の弦を無作為に引き、その長さを考える。この時「無作為」の解釈が問題になる。
ガブリエルのラッパ
有限の体積と無限の表面積を併せもつ幾何学的な空間図形。表面積が無限なためそれを塗るペンキは無限に必要そうだが有限の体積でもあるため内側を満たしてしまえばペンキは有限で済むはずである。トリチェリのトランペットとも。

#### 確率論
- 誕生日のパラドックス - 何人の人が集まると、その中に同じ誕生日の2人がいる確率が50%以上となるか。
- 陽性のパラドックス - 検査で陽性であったとき、実際に感染している確率は何%か。[要出典]
- モンティ・ホール問題 - 解答者の前に閉じた3つのドアがあって、1つのドアの後ろには景品の新車が、2つのドアの後ろには、はずれを意味するヤギがいる。解答者は新車のドアを当てると新車がもらえる。解答者が1つのドアを選択した後、司会のモンティが残りのドアのうちヤギがいるドアを開けてヤギを見せる。ここで解答者は、最初に選んだドアを、残っている開けられていないドアに変更してもよいと言われる。ここで解答者はドアを変更すべきだろうか？
- 2人の子供の性別問題 - 次の二つの確率は異なるか。
  - ジョーンズ氏には2人の子供がいる。上の子は女の子である。2人の子供が女の子である確率はどれだけか?
  - スミス氏には2人の子供がいる。少なくとも1人は男の子である。2人の子供が男の子である確率はどれだけか?
- 3囚人問題 - 死刑が予定されていた3人の囚人の内、ランダムに1人だけが恩赦で解放されることが決まった。囚人Aが誰が処刑されるかと看守に尋ねると、「囚人B」が処刑されると答えた。囚人Bの死刑が決まった以上、囚人Aは自身が恩赦になる確率は1/2になったと喜んだ。果たして囚人Aが喜んだのは正しいか?
- サンクトペテルブルクのパラドックス - コインを表が出るまで投げ続け、表が出たときに、賞金をもらえるゲームがあるとする。このゲームに参加料が必要なら、参加者はいくらまで払っても損ではないと言えるだろうか。
- シンプソンのパラドックス - 集団を2つに分けた場合にある仮説が成り立っても、集団全体では正反対の仮説が成立することがある。
- 眠り姫問題 - 実験の参加者である眠り姫が日曜日に眠りにつく。そして実験の実施側がコイントスを行う。表であった場合は眠り姫は月曜日に起こされ質問をされる。裏であった場合は眠り姫は月曜日に起こされ質問されたのちに記憶消去薬で記憶を消され眠り、翌日の火曜日にまた起こされ再び質問される。その質問は「コインが表であった確率は幾らか？」
- バークソンのパラドックス - 2つの特性が正の相関をもつのに負の相関があるという誤った観察結果が得られるなど。

これら確率論におけるパラドックスは、「直感的に正しいと思える解答と、論理的に正しい解答が異なる問題」というものが多い。

#### 「無限」
ガリレオのパラドックス
ほとんどの自然数は平方数ではないにもかかわらず、自然数 n を平方数 n2に対応させると、自然数全体と平方数全体とは1対1対応する。
ヒルベルトの無限ホテルのパラドックス
無限に部屋のあるホテルは、満室であってもそれぞれ n 番目の客室の客に n + m 番目の客室に移ってもらうことにより、さらに m 人の客を泊めることができる。無限の客がやってきても、元いた客に 2n 番目の客室に移ってもらうことにより入室可能である。
以上二つは（他にも数学や物理関係には同様のものが多いが）、無限というものが一見直感に反する、ということを述べているだけのことで、論理でいうところの矛盾ではない。濃度の記事などを参照。
スコーレムのパラドックス
下降型レーヴェンハイム-スコーレムの定理によると、ZF 集合論も可算モデルを持つことになるが、ZF 集合論の中には非可算集合が存在する。このことは一見不合理のように見えるので、スコーレムのパラドックスと呼ばれる。これは、形式体系内での集合概念と、メタ理論内の集合概念の違いをはっきり認識していないと不可解に見えるというに過ぎない。

#### 自己言及パラドックス
ラッセルのパラドックス
自分自身を要素としない集合の集合は、自分自身を含んでいるか。
ベリーのパラドックス
「19文字以内で記述できない最小の自然数」は何か？（「」内の文章自体が19文字であることに注意）
嘘つきのパラドックス
「この文章は嘘である」。ゲーデルはこれを「この命題は証明出来ない」という命題に改めて、第一不完全性定理を導いた。
カリーのパラドックス
「この文章が正しいならばAである」
床屋のパラドックス
ある村の床屋は自分で髭を剃らない村人全員の髭だけを剃ることになっている。それではこの床屋自身の髭は誰が剃るのか。
市長のパラドックス
自分が市長をやっている市に住んでいないような、不在市長ばかりを集めた不在市長市を作る場合、不在市長市の市長はどこに住むのか。
例外のパラドックス
「例外のない規則はない」という規則に例外はあるか。（例外があると仮定しても、無いと仮定しても自己矛盾する）
張り紙禁止のパラドックス
「この壁に張り紙をしてはならない」という張り紙は許容されるか。
落書きのパラドックス
落書き禁止の壁に、「落書きするべからず」と書くことは許容されるのか。(張り紙禁止のパラドックスと同じ意)
リシャールのパラドックス
ある数値を種類が有限の言語によって、定義した時、無限の数値を定義できるとした時、言語の種類は有限であるため、その組み合わせも有限となり、有限によって無限が定義できてしまう。
ブラリ＝フォルティのパラドックス
「全ての順序数の集合」を仮定すると、それ自身が順序数であることから矛盾が生じる。
ワニのパラドックス
「自分の行動を当ててみろ」という襲撃者に対し、たった一言でその動きを完璧に制御してしまう。自己言及型のパラドックスの1つ。
自動点灯ライトのパラドックス
暗い所では自動的に点灯し、明るいところでは自動的に消灯するライトがある。他に光源がない暗い部屋にこのライトを置くとどうなるか。
相対主義のパラドックス
相対主義は「相対主義を認めない」も許容するのか。あるいは「どの主張も絶対的に正しくない」という相対主義の主張は絶対的なのか。

### 物理
ダランベールのパラドックス
静止している理想流体（粘性が0である流体）中に物体を等速直線運動させたときに、物体には抵抗力が働かないという、一見直感に反する事実のこと。
茶葉のパラドックス
お湯と茶葉を入れたティーカップを攪拌すると、茶葉は遠心力で縁に集まるように思われるが、実際にはカップの底の中央に集まるという現象。

#### 宇宙論関連

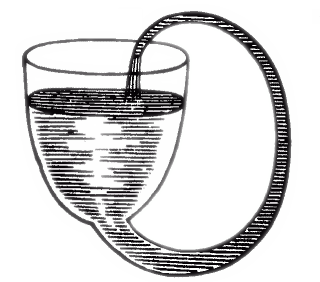
ボイルのフラスコ

オルバースのパラドックス
宇宙が一様かつ十分に大きければ、一つの星の光は僅かでも総和として夜空は太陽面のように明るく輝くはずだというパラドックスである。光の速度が有限であり、また宇宙やその年齢が夜空を星で埋め尽くすほどには大きくないため、前提が成立しないことが明らかとなった。
ゼーリガーのパラドックス
宇宙が一様かつ無限であれば1つの星の重力は僅かでも総和として地球はあらゆる方向から無限に強く引かれるはずだというパラドックスだが膨張宇宙の発見により回避された。
フェルミのパラドックス
地球外文明の存在の可能性の高さと、そのような文明との接触の証拠が皆無である事実の間にある矛盾のこと。

#### 相対性理論関連
ガレージのパラドックス
物体が高速で動けば、その長さは縮む（特殊相対論・ローレンツ収縮）。ガレージとともに静止している人の立場では、高速で走る車は長さが縮み、車と同じ長さのガレージに収まる。高速で走る車内の立場では、高速で動くのは前方のガレージを初めとする周りのもの全てであり、そちら側が空間ごと縮んでいて、同じガレージのはずなのに収まらない。なお、この現象は相対論に問題があることを意味しない。「ガレージに車が収まる」ということは、ガレージの中央を車が通過した瞬間と「同時」における、それぞれの前後端の位置関係と定義できるが、ガレージと車で「同時」が違うためである。もしそのガレージの両端にシャッターが付いていたら、「物理的な」矛盾を起こせるのではないか、という疑問があるかもしれないが、次のように説明できる。ガレージ側から、ある時刻に「同時」に前後のシャッターが閉まっていたとしても、車側からは先に前方のシャッターが開き、後から後方のシャッターが閉まった、というように世界が異なっていて、車側からはある時刻に「同時」に前後のシャッターが開いているのである。この問題を、ガレージに「駐車できるか否か」と言い換えると加減速と伸び縮みについて扱うことになるが、似ているが、また別の一見不可思議に見える思考実験として考察されており、ここでは述べない。
双子のパラドックス
双子の片方が光速に近い速度で宇宙を旅行してから地球に帰ってきたときに、彼は地球に残してきた兄弟よりも若くなっているか年をとっているか（ウラシマ効果）。
ゲーデル解
一般相対性理論におけるアインシュタイン方程式の厳密解の一つ。時空の回転と宇宙項を仮定した場合に得られるもので、時間旅行が理論的に可能になる。

#### 量子力学関連
- EPRのパラドックス
- シュレーディンガーの猫のパラドックス

密閉された箱の中に1匹の猫と50%の確率で毒ガスが発生する装置を入れる。1時間後、箱の中の猫は生きているか死んでいるか。量子力学では生きている猫と死んだ猫の状態が重ね合って存在していると解釈される。元々は量子力学を批判するパラドックスとして考案された。
- ウィグナーの友人

シュレディンガーの猫の「猫の生死を観測する」という部分を「その人間が実験の意味を知らずに結果だけを研究者に知らせる」と書き直してみる。そうすると観測するのは誰か？あるいは誰が意識を持っているのか？という問題に突き当たる。ユージン・ウィグナーが考案した。
- 量子ゼノンパラドックス

### 経済学・社会科学
- グロスマン・スティグリッツのパラドクス
- 囚人のジレンマ
- 投票の逆理（コンドルセのパラドックス）
- 投票行動のパラドックス
- アビリーンのパラドックス
- エレベーターのパラドックス -  エレベーターはいつも一方にばかり動いているように見える。
- イノベーションのジレンマ
- コモンズの悲劇
- ブライスのパラドックス
- 倹約のパラドックス[4] - 景気が悪くなるとその対策として皆が倹約するが、その結果として需要が減り、さらに景気が悪化する、というもの。倹約という不景気対策が逆に事態を悪化させるのがパラドックスたる所以である。（合成の誤謬も参照。）
- ギッフェン・パラドックス - 普通は値段が上がれば需要が落ちるのに、ある種の財（ギッフェン財）では値段が上がると、かえって需要が増える。
- レオンティエフの逆説[5] - アメリカの資本が優れている事から、アメリカの輸出品は輸入品よりも資本集約的であると想像されるが、実際は逆である。
- 貯蓄のパラドックス
- 早期警戒のパラドックス

### サイエンス・フィクション
親殺しのパラドックス
タイムマシンで過去に行き、自分が生まれる前の自分の親を殺したとき、自分は産まれてこないことになる。またそうなると自分が居ないために親が殺されない。さらに、親は殺されないため自分は生まれてくる。という循環ができる（タイムトラベル参照）。
ブートストラップパラドックス（存在論的パラドックス）
過去の自分にタイムマシンの設計図を送る。その設計図を元にタイムマシンを作る。作ったタイムマシンで過去の自分にタイムマシンの設計図を送る。この場合、一体誰がタイムマシンの設計図を考え出したのか？という疑問が残る。このように原因と結果が循環していることを因果のループという。
宿命パラドックス(Predestination paradox)
原因不明の火災を調査しようと男が時間を遡る。 火災が発生した建物にいる間、彼は誤って灯油が入ったランタンを倒して火災を引き起こしてしまう。数年後、原因不明の火災事件に興味を持った男はタイムトラベルを思い立つ。この例もブートストラップパラドックスと同様に、原因と結果が循環しており始まりがないように見える。
ポルチンスキーのパラドックス
ビリヤードボールがワームホールを通って過去に出現する。ワームホールの出口から出てきた未来のボールが、過去のボール自身に衝突し、過去のボールは軌道が変化してワームホールに入る。つまり、ボール自身のせいでボールの軌道が変化したことになる。
ヒトラー殺しのパラドックス
あなたは時間をさかのぼって、有名になる前の有名人(ヒトラーなど)を殺す。 しかし、その人が有名になる前に殺されたのなら、有名人として標的にされることはなかっただろう。
これらを含めてタイムマシンなど時間移動や過去を操作することが可能な方法を想定することで生じる矛盾を総じてタイムパラドックスという。

### 医療・健康
フレンチパラドックス
フランス人は喫煙率が高く、脂肪分が多い食事をしているにもかかわらず、心筋梗塞が少ない事から。
ジャパニーズパラドックス
日本人の喫煙率は他国よりも圧倒的に高いにもかかわらず、喫煙によって生じる筈である心筋梗塞発症率は欧米諸国に比べて10分の1から5分の1と、実際には心筋梗塞の発症が日本人には少なくなる事から。
アスリートパラドックス
2型糖尿病やメタボリックシンドロームを引き起こす要因であるインスリン抵抗性は、一般に骨格筋の異所性脂肪（脂肪筋）の多さと関連し、運動の実施は脂肪筋の減少とともにインスリン抵抗性を改善することが知られている。それにも関わらず持久系アスリートは脂肪筋が多く、インスリン感受性に悪影響を及ぼしていないことから。

### 未分類
- 料金の紛失のパラドックス - 疑似パラドックス。
- 寛容のパラドックス - 不寛容な相手に寛容な姿勢をとっていると、最終的には相手の不寛容さを受け入らざるを得なくなる、というもの。